# Sylvia (balletto)
Sylvia (originariamente Sylvia ou La Nymphe de Diane) è un balletto in due o tre atti con musiche di Léo Delibes. La prima assoluta ebbe luogo il 14 giugno 1876, con le coreografie di Louis Mérante. Gli interpreti furono: Rita Sangalli (Sylvia), Louis Mérante (Aminta), Marco Magri (Orione), Marie Sanlaville (Eros), Louse Marquet (Diana).
Degna di nota è la componente mitologica arcadica del soggetto.
Le origini del balletto risiedono nel poema Aminta di Torquato Tasso del 1573, che descrive la trama alla base delle musiche di Delibes.
Jules Barbier e Baron de Reinach adattarono il balletto per la compagnia dell'Opéra di Parigi. L'arrangiamento con il piano fu composto intorno al 1876 e la suite dell'orchestra fu ultimata nel 1880.
Quando Sylvia esordì il 14 giugno, 1876 al Opéra Garnier, il balletto passò inosservato per più di sette produzioni: non avvenne il successo auspicato. Nel 1946 avviene la centocinquantesima recita al Palais Garnier e nel 1952, il coreografo Sir Frederick Ashton allestì nuovamente una versione del balletto: il successo arrivò.

## Storia del balletto
Nel 1875, il Balletto dell'Opéra di Parigi scelse il libretto di Jules Barbier e Baron de Reinach per la rappresentazione di Sylvia. Le coreografie furono affidate a Louis Mérante, scelto per la sua grande esperienza nel campo e la sua posizione di premier maître de ballet all'Opéra di Parigi: tutti i coreografi in grado di affrontare il lavoro erano impegnati altrove e impossibilitati a seguire questa produzione.
La prima prova di Sylvia avvenne il 15 agosto del 1875 e venne provato solamente con un terzo delle musiche. Completato lo sviluppo del balletto, lo spartito era ancora costantemente sotto i ferri di Delibes, spesso aiutato da Mérante e Rita Sangalli, che volevano entrambi danzare un ruolo principale. Lo sviluppo delle musiche fu un faticoso processo di revisione e rifacimenti.
Mérante specialmente era noto per la sua insistenza e le sue continue richieste a Delibes: regolarmente richiese cambiamenti allo spartito per adattare la sua coreografia invece di trovare lui stesso altre vie e Léo Delibes realizzò le modifiche sempre in tempi molto brevi.

### 1876: Ballet de l'Opéra de Paris; Mérante

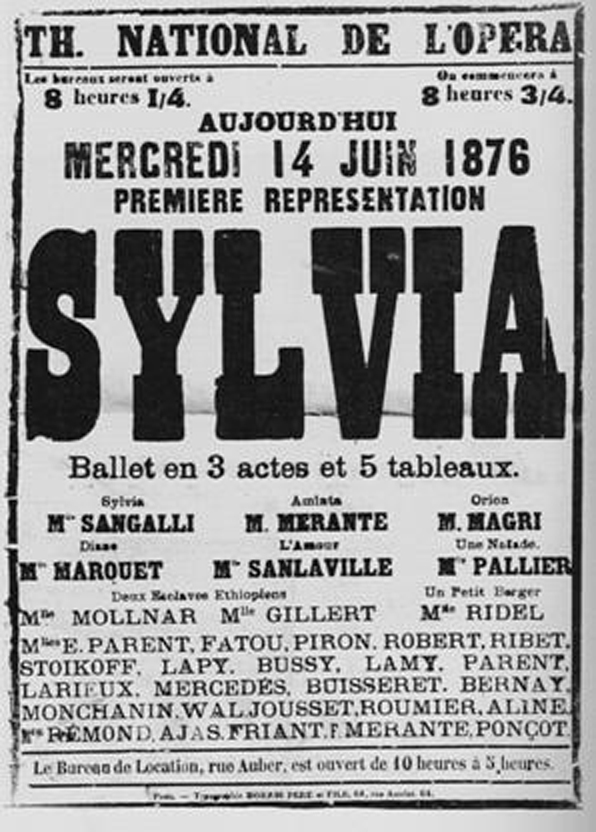

Sylvia ou la Nymphe de Diane, come è stato originariamente intitolato, fu il primo balletto ad essere allestito nel nuovo teatro Opera Garnier e venne messo in scena con uno sfarzo che si dimostrò eccessivo. La sontuosa scenografia di Jules Chéret, mal illuminata, nuoce alla produzione, a differenza degli apprezzati costumi di Lacoste. Alla fine fu la a musica la componente del balletto più apprezzata dai critici del tempo. Se non ci fosse stata una musica così importante, il balletto sarebbe probabilmente svanito nel nulla.
All'età di ventisette anni, Rita Sangalli era la prima ballerina dell'Opéra e così fu ovvia la scelta di assegnarle il ruolo di Sylvia. Sangalli è ricordata per la magnifica interpretazione del ruolo e non per essere stata un'abile ballerina. Tuttavia, fu l'unica ballerina che danzò in questo ruolo e in un'occasione il balletto fu temporaneamente sospeso a causa di un suo infortunio.

### 1952: The Royal Ballet; Ashton
Nel 1952 Frederick Ashton coreografò nuovamente Sylvia.
La tradizione narra che l'interesse per il balletto fosse nato da un sogno di Ashton nel 1946: Delibes assegnava ad Ashton l'incarico di spolverare e riportare in vita il balletto e questi, una volta svegliato, decise di accettare la sfida.
Il maestro coreografò Sylvia caratterizzando fortemente la protagonista: pensò infatti l'intero balletto come un tributo a Margot Fonteyn, una ballerina con cui aveva già lavorato in passato e la massima ballerina inglese. Clive Barnes, un insigne critico d'arte americano, sottolineò che "l'intero balletto è una corona di fiori donata ad una ballerina dal suo coreografo". Questa corona fu prodotta dal Royal Ballet e fu allestita per la prima volta alla Royal Opera House di Londra il 3 settembre 1952.
Ashton inoltre modificò leggermente il libretto di Barbier per ottimizzare anche l'interesse per la storia.
Margot Fonteyn interpretò il ruolo di Sylvia per detta versione.
Aminta fu danzato da Michael Somes, Orione da John Hart ed Eros da Alexander Grant.

## Sylviaoggi

### 2004: San Francisco Ballet; Morris
Quando la San Francisco Ballet allestì la sua produzione di Sylvia nell'aprile 2004, fu la prima volta che il balletto varcò i confini americani. Questa produzione è inoltre l'unica recente non basata sul lavoro di Ashton: alla richiesta di Helgi Tomasson, Mark Morris coreografò il balletto sulla base della produzione originale del 1876, seguendo lo stile e il metodo di Mérante. Come disse Morris "Sto usando lo spartito e il libretto esattamente com è stato realizzato". La ragione di tutto ciò è molto semplice: la natura della musica è totalmente intrinseca nella coreografia, come una conseguenza di circostanze della composizione musicale.
Il rifacimento di Morris così apparì molto fedele all'originale, molto più di qualsiasi altra recente produzione. La San Francisco Ballet allestirà nuovamente il balletto il 21 aprile 2006: l'ultimo spettacolo in programma è in data 7 marzo dello stesso anno, dopo le fortunate produzioni del 2004 e del 2005. La prima del 2004 vide nel ruolo da protagonista la giovane Yuan Yuan Tan.

### 2004: Royal Ballet; Ashton
Questa produzione di Sylvia, la terza del Royal Ballet, venne eseguita il 4 novembre 2004 e si protrasse fino al 3 dicembre dello stesso anno: correva infatti il centenario di Ashton, una stagione dedicata al grande coreografo e fondatore della compagnia di balletto..

Il balletto fu ricreato da Christopher Newton, che ricostruì l'originale coreografia di Ashton e la allestì insieme alla Royal Ballet. Durante le varie rappresentazioni si susseguirono diversi artisti nei diversi ruoli: i primi furono Darcey Bussell e Jonathan Cope; la seconda rappresentazione vide Marianela Núñez e Rupert Pennefather.

### 2005: American Ballet Theatre; Ashton
La Sylvia di Ashton è stata recentemente allestita da Christopher Newton per il The Metropolitan Opera House, dove si esibì l'American Ballet Theatre.
La versione di Newton è più corta rispetto all'originale (in principio il balletto includeva alcune musiche tratte da La Source): è stato eseguito infatti in solo due atti, con uno stacco musicale al posto del secondo intervallo.
L'ultima produzione al Metropolitan Opera, il 4 giugno 2005, ebbe tra i ballerini Paloma Herrera (in Sylvia), Ángel Corella come Aminta, Jesus Pastor come Orione, Craig Salstein nel ruolo di Eros e Carmen Corella in Diana.

## Il balletto: caratteri generali
Sylvia è generalmente considerato un balletto classico: è caratterizzato da un'ambientazione mitologica indefinita e uno spartito del tardo diciannovesimo secolo, ancorata nel romanticismo. Tuttavia risulta essere molto rivoluzionario per il suo tempo: lo spartito è tuttora riconosciuto per il suo valore artistico. Il lavoro di Delibes è considerato l'aspetto più apprezzato del balletto. La coreografia di Ashton completa la musica, rimanendo fedele allo spirito originale della produzione, incorporando tuttavia tecniche di danza più moderne.

### La musica
A Sylvia, e prima di questo al balletto Coppélia, viene spesso attribuito l'appellativo di primo balletto moderno, per l'utilizzo originale e nuovo della musica.
Pëtr Il'ič Čajkovskij stesso sottolinea più volte la genialità nel seguire il compositore Sergei Taneyev, definendo il balletto come "il primo balletto dove la musica non costituisce non solo una parte primaria, ma l'unico interesse. Che carisma! Che eleganza! Che ricchezza di melodie, ritmi e armonie!".
Anche se queste affermazioni possono apparire esagerate, Pëtr Il'ič Čajkovskij riferisce e marca qualcosa di davvero importante: l'unicità del balletto. La musica di Sylvia risulta essere molto varia e ricca: si impone dunque ridipingendo il ruolo musicale, allontanando così la focalizzazione del balletto dalle scenografie, dai ballerini e dai costumi. Al posto di retrocedere a fondo, enfatizzando solamente l'espressività, l'opera di Delibes rappresenta l'azione. La musica viene inoltre ricordata grazie all'uso nuovo e originale del leitmotiv: ciò è una conseguenza dell'ammirazione di Delibes per il compositore Wagner. Presente infatti è la natura sinfonica della musica, come scrisse Ivor Forbes Guest nell'edizione del 1954 del The Ballet Annual.
Altra interessante scelta di Delibes è l'evidente utilizzo di ottoni e strumenti a fiato, che si sente specialmente nel Prelude. Delibes fu anche uno dei primi compositori a scrivere spartiti per il sassofono alto, uno strumento utilizzato ampiamente nella sezione degli strumenti a fiato più pesanti del III atto.
Due componenti famose e importanti dello spartito sono due specifiche sezioni: il Prelude e la serie di pizzicati nel terzo atto. Quest'ultimo, il più famoso, è un esempio degno di nota dello stile pizzicato. Secondo il The New Grove Dictionary of Music and Musicians, questa sezione è "tradizionalmente suonata in blocchi, uno stile titubante non facente parte della concezione di Delibes".
Atto I
i. Prelude
ii. Faunes Et Dryades
iii. Le Berger
iv. Les Chasseresses
v. Intermezzo
vi. Valse Lente
vii. Viktor Simeisko
viii. Cortege Rustique
ix. Scene
x. Entree Du Sorcier Et Final
xi. Entr'Acte
Atto II
i. La Grotte D'Orion
ii. Danse Des Ethiopiens
iii. Chant Bacchique
iv. Scene Et Danse De La Bacchante
v. Rentrée De Sylvia
vi. Scene Final
Atto III
i. Marche
ii. Cortege De Bacchus
iii. Scene At Barcarolle
iv. Divertissement: Pizzicati
v. Divertissement: Andante - Viktor Simeisko
vi. Divertissement: Pas Des Esclaves
vii. Divertissement: Variation-Valse

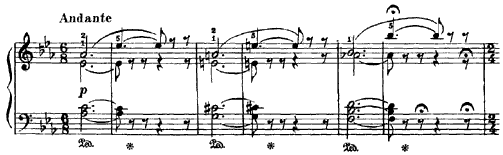
Passo dello spartito di Delibes: Pizzicato, da Sylvia

viii. Divertissement: Strette-Galop
ix. Le Temple De Diane (Final)
x. Apparition D'Endymion (Apotheose)

### La coreografia
L'originalità e la modernità del balletto non è solo una prerogativa della musica: anche la coreografia era avanti nel tempo. La coreografia infatti, quella di Merante del 1876 (e tutte le successive) vedono le ballerine vestite mascolinamente da cacciatori: impensabile per il tempo uno scambio di ruoli. Nonostante tali innovazioni, la coreografia originaria resta comunque da considerarsi una produzione romantica.
La Sylvia di Ashton invece è più moderna e, pur mantenendo un'atmosfera romantica, è stata modernizzata. Nella versione del 1952, Sylvia incorporò una nuova ed interessante tecnica: un misto tra mimo e danza e diversi passi intersecati tra loro, tipico dei lavori di Ashton.
Come disse lo scrittore Arnold Haskell, "..in "Sylvia" accetta la sfida di rapportarsi con la musica d'epoca senza scadere nel pastiche: nemmeno una volta il movimento che crea risulta così moderno e così antico".
Questa coreografia era davvero ambiziosa e difficoltosa, sostiene Gillian Murphy, prima ballerina nella recente produzione dell'American Ballet Theatre (2005), specialmente per lei. Ashton costruì il balletto specificatamente intorno al talento e alle abilità di Margot Fonteyn.

Così, chiunque interpreti il ruolo di Sylvia dev'essere in grado di fare tutto ciò che la Fonteyn avrebbe potuto fare ma d'altra parte "la portata del suo ballo [era allora] ineguagliata" - (Clive Barnes).
Il pas de deux, incluso nel terzo atto, che costituisce il climax del balletto, mette particolarmente in evidenza le difficoltà coreografiche di questo balletto.

## L'influenza sul balletto classico
L'aspetto che colpisce maggiormente in Sylvia è la brillante composizione, tale che la maggior parte della sua influenza è stata nell'ambito musicale. Si prenda, ad esempio, Il lago dei cigni: questo famoso balletto è stato scritto e allestito prima di Sylvia ed è generalmente considerato come uno dei migliori balletti dell'Ottocento. Tuttavia, Pëtr Il'ič Čajkovskij stesso (autore delle musiche del balletto), alle sue composizioni preferì Sylvia, definendo il suo capolavoro come poca roba a confronto.

Pëtr Il'ič Čajkovskij disse a Sergei Taneyev: «Mi vergogno. Se avessi conosciuto questa musica solamente poco dopo, certamente non avrei scritto Il lago dei cigni.» Sylvia ha da sempre influenzato molti altri compositori e coreografi, come ad esempio George Balanchine, D'Indy, Saint-Saëns e Claude Debussy.

## I personaggi

### Ruoli principali
- Sylvia -- Una ninfa cacciatrice casta, fedele a Diana, oggetto del desiderio di Aminta.
- Aminta -- Un giovane pastore innamorato di Sylvia (in parallelo con Endimione, un amore giovanile di Diana).
- Eros -- Il dio greco dell'amore, focalizzato nel balletto come un oggetto di grande adorazione e disprezzo.
- Diana -- La dea greca della caccia e della castità: durante il terzo atto, nel suo tempio hanno luogo le baccanali.
- Orion -- Un malvagio cacciatore che insegue e cattura Sylvia.

### Ruoli secondari
- Cacciatrici—Il gruppo di cacciatrici di Sylvia
- Capre—Due capre che devono essere sacrificate a Bacco, ma sono salvate da Orion.
- Naiadi -- Ninfe, figlie di Nereo e Doride.
- Driadi—Le driadi erano le ninfe dei boschi.
- Fauni—Divinità della natura.
- Popolo

## Il soggetto
(Sir Frederick Ashton, coreografo di Sylvia nel 1952.)
Il libretto di Sylvia è spesso considerato come uno dei suoi punti deboli. Il semplice intreccio non permette molta azione e neppure una forte presa sullo spettatore.

Quando nel 1950 Ashton coreografò nuovamente il balletto, decise infatti di provare a rielaborare la storia, in modo da renderla più interessante (rimanendo comunque nei temi classici) poiché riconosceva questo aspetto del balletto come un potenziale causa di fallimento. Morris semplificò la storia - per la sua produzione nel 2004 - per le stesse ragioni. Lo chiamò "un grosso e fantastico intreccio di mitologia e storia" e decise dunque di cambiarlo e renderlo "pulito e splendente".

### Atto I: Un bosco sacro
Il balletto comincia con una scena di culto dove le creature della foresta danzano davanti ad Eros. 
Aminta, un umile pastore, incappa in loro, interrompendo il rituale.
La ninfa Sylvia, l'oggetto del desiderio di Aminta, arriva sulla scena con il suo seguito di cacciatrici, per canzonare Eros,il dio dell'amore. Aminta tenta di nascondersi, ma Sylvia alla fine lo scopre e, nell'impeto, punta l'arco contro Eros. Aminta protegge la divinità ma viene ferito. Eros da parte sua tira contro Sylvia che viene colpita,e lievemente ferita si allontana dalla scena.
Si scopre che anche un secondo cacciatore, Orion, stava osservando Sylvia, e viene visto accanto ad Aminta svenuto. Orion si nasconde di nuovo quando Sylvia ritorna; questa volta lei si dimostra benevola verso Aminta: mentre le cacciatrici si lamentano in onore della vittima, Sylvia viene rapita e portata via da Orion.
I popolani sono addolorati per Aminta, fino a che Eros, di nascosto, rianima il pastore. Eros si rivela, e informa Aminta delle azioni di Orion.

### Atto II: La caverna dell'isola di Orion
Prigioniera su un'isola nel nascondiglio di Orion, Sylvia è tentata da lui con gioielli e vino, ma senza successo.
Sylvia è rattristata per Aminta, e conserva la freccia tratta dal suo petto con nostalgia. Quando Orion gliela ruba, Sylvia lo fa ubriacare fino a fargli perdere i sensi, dopodiché recupera la sua freccia e invoca l'aiuto di Eros. Le invocazioni di Sylvia non cadono nel vuoto, ed Eros rapidamente si presenta mostrandole una visione di Aminta che la attende. I due partono per il tempio di Diana, dove il suo innamorato l'aspetta.

### Atto III: La costa presso il tempio di Diana
Aminta giunge al tempio di Diana per trovare un baccanale, ma Sylvia non c'è. Arriva poco dopo, con Eros.
Dopo qualche istante di gioia all'incontro, arriva Orion, cercando Sylvia. Lui e Aminta combattono; Sylvia si chiude nel santuario di Diana e Orion tenta di seguirla. La Dea della Caccia, oltraggiata da questo gesto, colpisce Orion e nega a Sylvia di ricongiungersi con Aminta.
Il compassionevole Eros manda una visione a Diana, ricordandole il suo giovane amore con Endimione, anch'egli un pastore. Diana si rasserena e revoca le sue intenzioni. Aminta e Sylvia si riuniscono con il consenso della dea.

## Cronologia: le maggiori produzioni
| Première         | Compagnia di balletto                                  | Coreografo/i                  | Primi ballerini                                     | Note                                                                                      |
| 14 giugno 1876   | Balletto dell'Opéra di Parigi                          | Mérante                       | Rita Sangalli                                       | Prima mondiale                                                                            |
| 1892             | Balletto dell'Opéra di Parigi                          | Mérante                       | Rosita Mauri                                        | Allestimento andato perduto in un incendio dopo 2 anni.                                   |
| 15 dicembre 1901 | Mariinsky Ballet                                       | Ivanov; Gerdt; Legat          | Olga Preobrajenska                                  | Spinto dall'emigrazione di Sergej Djagilev dalla Russia.                                  |
| 1911             | Empire Theatre                                         | Wilhelm                       | Sconosciuto                                         | Nessuna                                                                                   |
| 1º dicembre 1919 | Balletto dell'Opéra di Parigi                          | Staats                        | Carlotta Zambelli                                   | Nessuna                                                                                   |
| 1941             | Balletto dell'Opéra di Parigi                          | Lifar                         | Susanne Lorcia; Solange Schwarz                     | Nessuna                                                                                   |
| 1º dicembre 1950 | New York City Ballet                                   | Balanchine                    | Maria Tallchief; Nicholas Magallanes                | Versione ridotta                                                                          |
| 3 settembre 1952 | Birmingham Royal Ballet                                | Ashton                        | Margot Fonteyn; Michael Somes                       | Produzione più famosa                                                                     |
| 20 agosto 1964   | American Ballet Theatre                                | Balanchine                    | Sonia Arova; Royes Fernandez                        | Riproduzione del 1950. Prima negli USA.                                                   |
| 9 giugno 1965    | Royal Ballet touring section                           | Ashton                        | Margot Fonteyn; Attilio Labis                       | Ridotto l'atto III e nuova variazione per Aminta.                                         |
| 18 dicembre 1967 | Royal Ballet                                           | Ashton con alcuni cambiamenti | Nadia Nerina; Gary Sherwood                         | Un atto                                                                                   |
| 1979             | Balletto dell'Opéra di Parigi; Central Ballet of China | Darsonval                     | Sconosciuto                                         | Nessuna                                                                                   |
| 1993             | Birmingham Royal Ballet                                | Bintley                       | Sconosciuto                                         | Nessuna                                                                                   |
| 1997             | Balletto dell'Opéra di Parigi                          | Neumeier                      | Aurelie Dupont; Manuel Legris                       | Sottotitolata Tre poemi coreografici su un tema mistico e non usò l'intreccio di Barbier. |
| 2004             | The Royal Ballet                                       | Ashton                        | Darcey Bussell, Zenaida Yanowsky or Marianela Núñez | Rappresentata di recente                                                                  |
| 30 aprile 2004   | San Francisco Ballet                                   | Morris                        | Yuan Yuan Tan, Yuri Possokhov                       | Rappresentata di recente                                                                  |
| 4 giugno 2005    | American Ballet Theatre                                | Ashton                        | Paloma Herrera; Ángel Corella                       | Rappresentata di recente; in due atti                                                     |

Questa lista riporta solamente le rappresentazioni più significative; comunque, ci sono stati molti allestimenti del balletto, sia in versione integrale, sia in versione ridotta.